# Маркграфство Баден-Дурлах
Маркграфство Баден-Дурлах (на немски: Markgrafschaft Baden-Durlach) е историческа територия в Свещената Римска империя от 1535 до 1771 г. То се създава през през 1535 г. след наследственото разделяне на Маркграфство Баден на две на Маркграфство Баден-Дурлах и Маркграфство Баден-Баден.
Столици са Пфорцхайм (1535 – 1565), Дурлах (1565 – 1718), Карлсруе (1718 – 1771). Господарите на маркграфството са били от фамилията Дом Баден, които произлизат от род Церинги.
Маркграфството обхваща териториите Долно маркграфство Баден-Дурлах (Untere Markgrafschaft Baden-Durlach) и Горно маркграфство (Obere Markgrafschaft).
През 1771 г. територията е отново обединена, а през 1803 г. е в Курфюрство Баден и 1806 г. във Велико херцогство Баден (1806 – 1918).

## Управляващи маркграфове
|  | Име                | Управление       |
|  | ------------------ | ---------------- |
|  | Ернст              | 1515 – 1553      |
|  | Карл II            | 1553 – 1577      |
|  | Ернст Фридрих      | 1584 – 1604      |
|  | Георг Фридрих      | 1604 – 1622      |
|  | Фридрих V          | 1622 – 1659      |
|  | Фридрих VI         | 1659 – 1677      |
|  | Фридрих VII Магнус | 1677 – 1709      |
|  | Карл III Вилхелм   | 1709 – 1738      |
|  | Карл Фридрих       | 1738/1746 – 1811 |